# Камкалы (Жамбылская область)
Камкалы (каз. Қамқалы) — село в Сарысуском районе Жамбылской области Казахстана. Входит в состав Камкалинского сельского округа. Находится примерно в 147 км к северу от районного центра, города Жанатас. Код КАТО — 316039300.

## Население
В 1999 году население села составляло 483 человека (246 мужчин и 237 женщин). По данным переписи 2009 года, в селе проживало 258 человек (151 мужчина и 107 женщин).